# Präsidentschaftswahl in Indien 1997

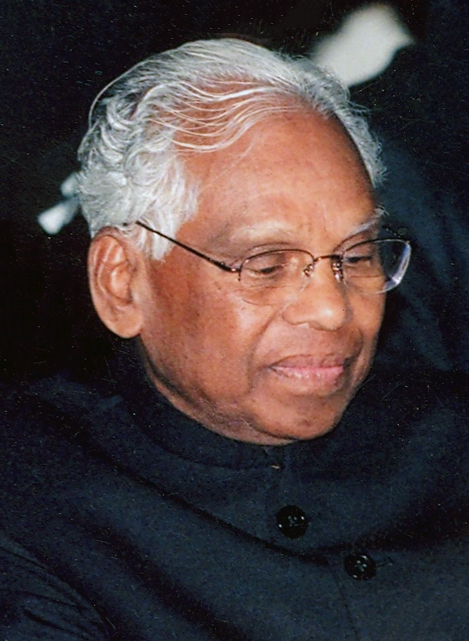
K. R. Narayanan, der gewählte Präsident

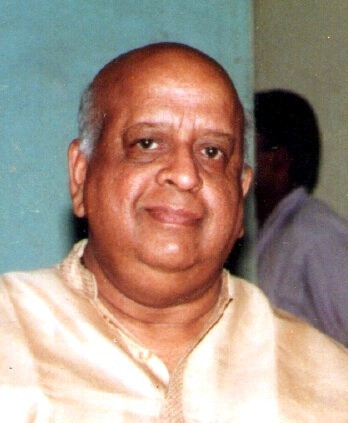
T. N. Seshan (1994), der Gegenkandidat

Die Präsidentschaftswahl in Indien 1997 war die insgesamt 11. Wahl des Staatspräsidenten seit der Unabhängigkeit und fand am 14. Juli 1997 statt. Gewählt wurde der bisherige Vizepräsident K. R. Narayanan. Er war der erste Dalit in diesem Amt.

## Vorgeschichte
Die Amtszeit des 1992 gewählten Präsidenten Shankar Dayal Sharma ging am 24. Juli 1997 zu Ende. Im Wahlkollegium (Electoral College), das nach der indischen Verfassung den Staatspräsidenten wählt, hatte keine Parteiengruppierung eine eindeutige Mehrheit. Schon bei der vorangegangenen Wahl 1992 hatte es Vorschläge gegeben, einen Dalit, einen „Unberührbaren“ in das höchste Staatsamt zu wählen. In einer Art Kompromiss war Naryanan dann in das Amt des Vizepräsidenten gewählt worden. Das Vizepräsidentenamt war bereits in der Vergangenheit vielfach das Sprungbrett ins Präsidentenamt gewesen und so lag es nahe, dass diesmal Naryanan ins Präsidentenamt gewählt würde. Das 150 Parlamentarier aus dem indischen Parlament umfassende überparteiliche Scheduled Castes and Scheduled Tribes Forum of Parliamentarians unter Führung von G. Venkatswamy (Kongresspartei) sprach sich anfänglich gegen die Aufstellung Narayanans als Kandidaten aus, da dieser bisher nie für die Sache der Dalits eingetreten sei. Jedoch bröckelte die Oppositionsfront zunehmend ab, auch da kein anderer geeigneter Konsenskandidat in Sicht war.
Opposition gegen Narayanan kam aus dem extremen hindunationalistischen Lager. Der Vishva Hindu Parishad warf Narayanan vor, dass er sich zeitlebens nicht für die Dalits eingesetzt habe und weder in der Nachfolge von B. R. Ambedkar noch von Mahatma Gandhi stünde. In Wahrheit sei Narayanan „anti-Hindu“ und ein Krypto-Christ. Auch die in Maharashtra beheimatete Hindu-nationalistische Shiv Sena zeigte sich mit Narayanan als Kandidaten nicht einverstanden. Die Opposition einigte sich schließlich auf T. N. Seshan, den ehemaligen Haupt-Wahlleiter (Chief Election Commissioner of India) aus den Jahren 1990 bis 1996, der sich überparteilich Ansehen erworben hatte, indem er die Effizienz, Transparenz und Gesetzeskonformität der Indischen Wahlkommission erheblich gesteigert hatte. Allerdings war Seshan aufgrund seines häufig wenig diplomatischen und rücksichtsvollen Auftretens während seiner Amtszeit als Wahlleiter nicht unumstritten.
Nachdem sich die entsprechenden Gremien der Kongresspartei und der Janata-Dal-geführten United Front (UF) im Juni 1997 auf die Unterstützung Narayanans festgelegt hatten, wurde dies bei einem offiziellen Treffen zwischen Sitaram Kesri, dem Präsidenten der Kongresspartei und N. Chandrababu Naidu als Vertreter der UF am 16. Juni 1997 offiziell verkündet. The Bharatiya Janata Party (BJP) autorisierte Atal Bihari Vajpayee, eine Entscheidung im Namen der BJP zu fällen. Am 20. Juni 1997 erklärte auch die BJP, dass sie Narayanan bei der Wahl unterstützen wolle.

## Wahlmodus und Ablauf der Wahl
Die Stimmgewichte im Wahlkollegium waren auf Basis der Volkszählung von 1971 festgelegt worden. Das Stimmgewicht der 543 Abgeordneten von Lok Sabha und der 233 Abgeordneten der Rajya Sabha betrug 708. Das Stimmgewicht der 4072 Abgeordneten der 27 bundesstaatlichen Parlamente (einschließlich der Unionsterritorien Delhi und Pondicherry) war entsprechend der Bevölkerungszahlen unterschiedlich.
Die Ankündigung der Wahltermine erfolgte am 9. Juni 1992. Kandidatenvorschläge konnten bis zum 23. Juni 1992 eingereicht werden. Am 24. Juni 1992 wurde über die Zulassung der nominierten Kandidaten entschieden, die ihre Kandidatur noch bis zum 26. Juni 1992 zurückziehen konnten. Die eigentliche Wahl fand am 14. Juli 1992 statt und am 17. Juli 1992 erfolgte die Stimmenauszählung.
Die Wahl ergab folgendes Ergebnis:
| Kandidat        | Gewichtete Stimmen | in Prozent |
| --------------- | ------------------ | ---------- |
| K. R. Narayanan | 956.290            | 94,97      |
| T. N. Seshan    | 50.631             | 5,03       |
| Gesamt          | 1.006.921          | 100,0      |

Die folgende Tabelle gibt das Abstimmungsverhalten der Abgeordneten aus den einzelnen Parlamenten wieder. Narayanan erhielt in allen Bundesstaaten eine deutliche Mehrheit. Lediglich in Maharashtra (35,7 %) und Meghalaya (18,9 %) konnte sein Gegenkandidat Seshan größere Stimmenanteile auf sich vereinen.
| Parlament                 | Zahl Abgeordnete | Stimm- gewicht | K. R. Narayanan | K. R. Narayanan | K. R. Narayanan | T. N. Seshan | T. N. Seshan | T. N. Seshan | Ungültige Stimmen | Ungültige Stimmen | Ungültige Stimmen |
| Parlament                 | Zahl Abgeordnete | Stimm- gewicht | Stimmen         | gewichtet       | in %†           | Stimmen      | gewichtet    | in %†        | Stimmen           | gewichtet         | in %††            |
| ------------------------- | ---------------- | -------------- | --------------- | --------------- | --------------- | ------------ | ------------ | ------------ | ----------------- | ----------------- | ----------------- |
| Lok Sabha und Rajya Sabha | 776              | 708            | 676             | 478.608         | 96,3            | 26           | 18.408       | 3,7          | 32                | 22.656            | 4,4               |
| Andhra Pradesh            | 294              | 148            | 254             | 37.592          | 96,6            | 9            | 1.332        | 3,4          | 17                | 2.516             | 6,1               |
| Arunachal Pradesh         | 60               | 8              | 56              | 448             | 100,0           | 0            | 0            | 0,0          | 3                 | 24                | 5,1               |
| Assam                     | 126              | 116            | 110             | 12.760          | 95,7            | 5            | 580          | 4,3          | 1                 | 116               | 0,9               |
| Bihar                     | 324              | 174            | 285             | 49.590          | 97,3            | 8            | 1.392        | 2,7          | 15                | 2.610             | 4,9               |
| Goa                       | 40               | 20             | 35              | 700             | 94,6            | 2            | 40           | 5,4          | 3                 | 60                | 7,5               |
| Gujarat                   | 182              | 147            | 156             | 22.932          | 93,4            | 11           | 1.617        | 6,6          | 7                 | 1.029             | 4,0               |
| Haryana                   | 90               | 112            | 77              | 8.624           | 96,3            | 3            | 336          | 3,8          | 6                 | 672               | 7,0               |
| Himachal Pradesh          | 68               | 51             | 63              | 3.213           | 100,0           | 0            | 0            | 0,0          | 2                 | 102               | 3,1               |
| Jammu und Kashmir         | 87               | 72             | 74              | 5.328           | 98,7            | 1            | 72           | 1,3          | 4                 | 288               | 5,1               |
| Karnataka                 | 224              | 131            | 191             | 25.021          | 93,6            | 13           | 1.703        | 6,4          | 11                | 1.441             | 5,1               |
| Kerala                    | 140              | 152            | 135             | 20.520          | 100,0           | 0            | 0            | 0,0          | 2                 | 304               | 1,5               |
| Madhya Pradesh            | 320              | 130            | 296             | 38.480          | 97,0            | 9            | 1.170        | 3,0          | 13                | 1.690             | 4,1               |
| Maharashtra               | 288              | 175            | 173             | 30.275          | 64,3            | 96           | 16.800       | 35,7         | 1                 | 175               | 0,4               |
| Manipur                   | 60               | 18             | 52              | 936             | 92,9            | 4            | 72           | 7,1          | 0                 | 0                 | 0,0               |
| Meghalaya                 | 60               | 17             | 43              | 731             | 81,1            | 10           | 170          | 18,9         | 4                 | 68                | 7,0               |
| Mizoram                   | 40               | 8              | 34              | 272             | 94,4            | 2            | 16           | 5,6          | 0                 | 0                 | 0,0               |
| Nagaland                  | 60               | 9              | 55              | 495             | 96,5            | 2            | 18           | 3,5          | 0                 | 0                 | 0,0               |
| Orissa                    | 147              | 149            | 132             | 19.668          | 100,0           | 0            | 0            | 0,0          | 9                 | 1.341             | 6,4               |
| Punjab                    | 117              | 116            | 106             | 12.296          | 99,1            | 1            | 116          | 0,9          | 7                 | 812               | 6,1               |
| Rajasthan                 | 200              | 129            | 174             | 22.446          | 97,8            | 4            | 516          | 2,2          | 12                | 1.548             | 6,3               |
| Sikkim                    | 32               | 7              | 31              | 217             | 100,0           | 0            | 0            | 0,0          | 0                 | 0                 | 0,0               |
| Tamil Nadu                | 234              | 176            | 229             | 40.304          | 99,1            | 2            | 352          | 0,9          | 2                 | 352               | 0,9               |
| Tripura                   | 60               | 26             | 59              | 1.534           | 100,0           | 0            | 0            | 0,0          | 0                 | 0                 | 0,0               |
| Uttar Pradesh             | 425              | 208            | 377             | 78.416          | 94,0            | 24           | 4.992        | 6,0          | 7                 | 1.456             | 1,7               |
| Westbengalen              | 294              | 151            | 272             | 41.072          | 98,2            | 5            | 755          | 1,8          | 4                 | 604               | 1,4               |
| Delhi                     | 70               | 58             | 58              | 3.364           | 95,1            | 3            | 174          | 4,9          | 8                 | 464               | 11,6              |
| Pondicherry               | 30               | 16             | 28              | 448             | 100,0           | 0            | 0            | 0,0          | 1                 | 16                | 3,4               |
| Gesamt                    | 4.848            | –              | 4.231           | 956.290         | 94,6            | 240          | 50.631       | 5,4          | 171               | 22.656            | 3,7               |

† In Prozent der gültigen Stimmen.
†† In Prozent aller Stimmen.
K. R. Narayanan wurde am 22. Juli 1997 für gewählt erklärt und trat sein Amt am 25. Juli 1997 an.

## Änderung der Modalitäten der Präsidentschaftswahl
Nach der Wahl wurden die Modalitäten der Präsidentschaftswahlen, die im Presidential and Vice-Presidential Act, 1952 festgelegt sind und bereits vor der Präsidentschaftswahl 1974 mit dem Presidential and Vice-Presidential Elections Rules, 1974 geändert worden waren, erneut durch eine Verordnung, die am 29. August 1997 durch das indische Parlament beschlossen wurde, modifiziert. Diese Verordnung beinhaltete folgende Änderungen:
- für Kandidaten-Nominierungen bei Präsidentschaftswahlen waren künftig nicht 10, sondern 50 Vorschlagende („proposer“) und statt bisher 10 zukünftig 50 Unterstützer („seconder“) notwendig.
- das Gebühr, die bei Vorschlägen zu entrichten war, wurde von bisher 2.500 auf 15.000 indische Rupien erhöht.

Ziel diese Änderungen war es, die Hürden zu einer Präsidentschaftskandidatur zu erhöhen um Kandidaten, die von vorneherein chancenlos schienen, von einer Kandidatur abzuhalten.